# Richard Müller (Politiker, 1920)
Richard Müller (* 31. März 1920 in Lichtenfels; † 11. Juli 1986 in Bayreuth) war ein deutscher Verwaltungsbeamter und Politiker (SPD). Er war 1962 bis 1972 Abgeordneter des Bayerischen Landtages und von 1972 bis 1983 Mitglied des Deutschen Bundestages.

## Leben
Müller wurde als Sohn eines Kaufmanns geboren. Nach dem Besuch der Volksschule und dem Erwerb der Obersekundareife an einer Aufbauschule absolvierte er eine Ausbildung für den gehobenen Verwaltungsdienst. Im Mai 1938 trat er in den bayerischen Staatsdienst ein und erhielt eine Stellung beim Landratsamt in Coburg. Von 1940 bis 1945 nahm er als Soldat an der Ostfront am Zweiten Weltkrieg teil. Er wurde im August 1944 verwundet und geriet bei Kriegsende in sowjetische Gefangenschaft, aus der er im August 1945 entlassen wurde.
Nach seiner Rückkehr aus der Kriegsgefangenschaft war Müller erneut bei Landratsamt in Coburg tätig, ehe er im Februar 1949 an die Regierung von Oberfranken in Bayreuth versetzt wurde. Hier war er von 1951 bis 1969 Personalratsvorsitzender, zuletzt als Oberamtsrat. Daneben wirkte er von 1960 bis 1970 als Vorsitzender des VfB Bayreuth. Ab 1965 war er Bezirksvorsitzender des Bayerischen Fußball-Verbandes (BFV) für den Bezirk Oberfranken und ab 1976 Vizepräsident des BFV. Ferner gehörte er dem Vorstand der Gemeinnützigen Bayreuther Wohnungsbaugenossenschaft an.
Müller trat 1959 in die SPD ein und wurde 1960 zum Vorsitzenden des SPD-Kreisverbandes Bayreuth-Stadt gewählt. Ab 1979 war er Vorsitzender des SPD-Unterbezirks Bayreuth.
Von 1960 bis 1962 war er Mitglied des Bayreuther Stadtrates. Bei der Landtagswahl 1962 wurde Müller erstmals in den Bayerischen Landtag gewählt, dem er bis zu seiner Mandatsniederlegung am 4. Dezember 1972 angehörte. Als Ersatzmann rückte für ihn Louis Welsch nach. Im Landtag war er ab 1966 Vorsitzender des Ausschusses für Eingaben und Beschwerden.
Dem Deutschen Bundestag gehörte Müller von 1972 bis 1983 an. Im Parlament vertrat er von 1972 bis 1976 das Direktmandat im Wahlkreis 223 (Bayreuth). In den übrigen Wahlperioden zog er über die SPD-Landesliste Bayern in den Bundestag ein. Im Parlament war er ab 1972 Mitglied und von 1976 bis 1983 stellvertretender Vorsitzender des Petitionsausschusses. Von 1972 bis März 1973 war er Mitglied des Ausschusses für wirtschaftliche Zusammenarbeit, danach bis Juni 1975 Mitglied des Rechtsausschusses und im Anschluss bis 1976 Mitglied des Ausschusses für Ernährung, Landwirtschaft und Forsten. Zudem war er von 1976 bis 1980 Mitglied des Sportausschusses und von 1980 bis Oktober 1982 Mitglied des Ausschusses für innerdeutsche Beziehungen.